# Aubachtal bei Rabenscheid
Das Naturschutzgebiet Aubachtal bei Rabenscheid liegt auf dem Gebiet der Gemeinde Breitscheid im Lahn-Dill-Kreis in Hessen. Das 62,97 ha große Gebiet wurde am 5. Dezember 1984 unter der Kennung 1532016 unter Naturschutz gestellt.

## Lage
Das „Aubachtal bei Rabenscheid“ erstreckt sich mit einer Länge von fünf Kilometern nordöstlich von Rabenscheid, einem Ortsteil der Gemeinde Breitscheid und dem Nachbardorf Langenaubach einem Stadtteil von Haiger. Der namensgebende Aubach und das ihn umschließende Aubachtal befinden sich südlich der in der Gemarkung verlaufenden Landesstraße L 3044. Das Naturschutzgebiet Aubachtal bei Langenaubach schließt sich in direkter Nachbarschaft an der nordöstlichen Gebietsgrenze an und begleitet den Aubach in nordöstlicher Fließrichtung nach Langenaubach. Seine südlichste Ausdehnung hat das Naturschutzgebiet in der Nähe der östlich
gelegenen denkmalgeschützten „Fischbach-Mühle“. Das Naturschutzgebiet Aubachtal bei Rabenscheid ist Bestandteil des FFH-Gebietes „Hoher Westerwald“ (5314-301) und des europäischen Vogelschutzgebietes „Hoher Westerwald“ (5314-450).

## Bedeutung
Das Naturschutzgebiet umfasst naturnahe Bachauen, Seggenriede, blütenreiche Hochstaudenfluren, feuchten Berg-Ahorn–, Eschen–, Erlenwäldern und dauerhaft wasserüberstaute Erlen–Sumpfwälder. Am Rand der nördlich gelegenen Schutzfläche entwickelte sich auf einer ehemaligen landwirtschaftlich genutzten Wiese ein kleines Waldareal mit der typischen strukturreichen Sukzessionsfläche. Durch seine kleinteiligen Flächen weist das Gebiet ein großes Artenspektrum mit seltenen und stark gefährdeten Arten auf.

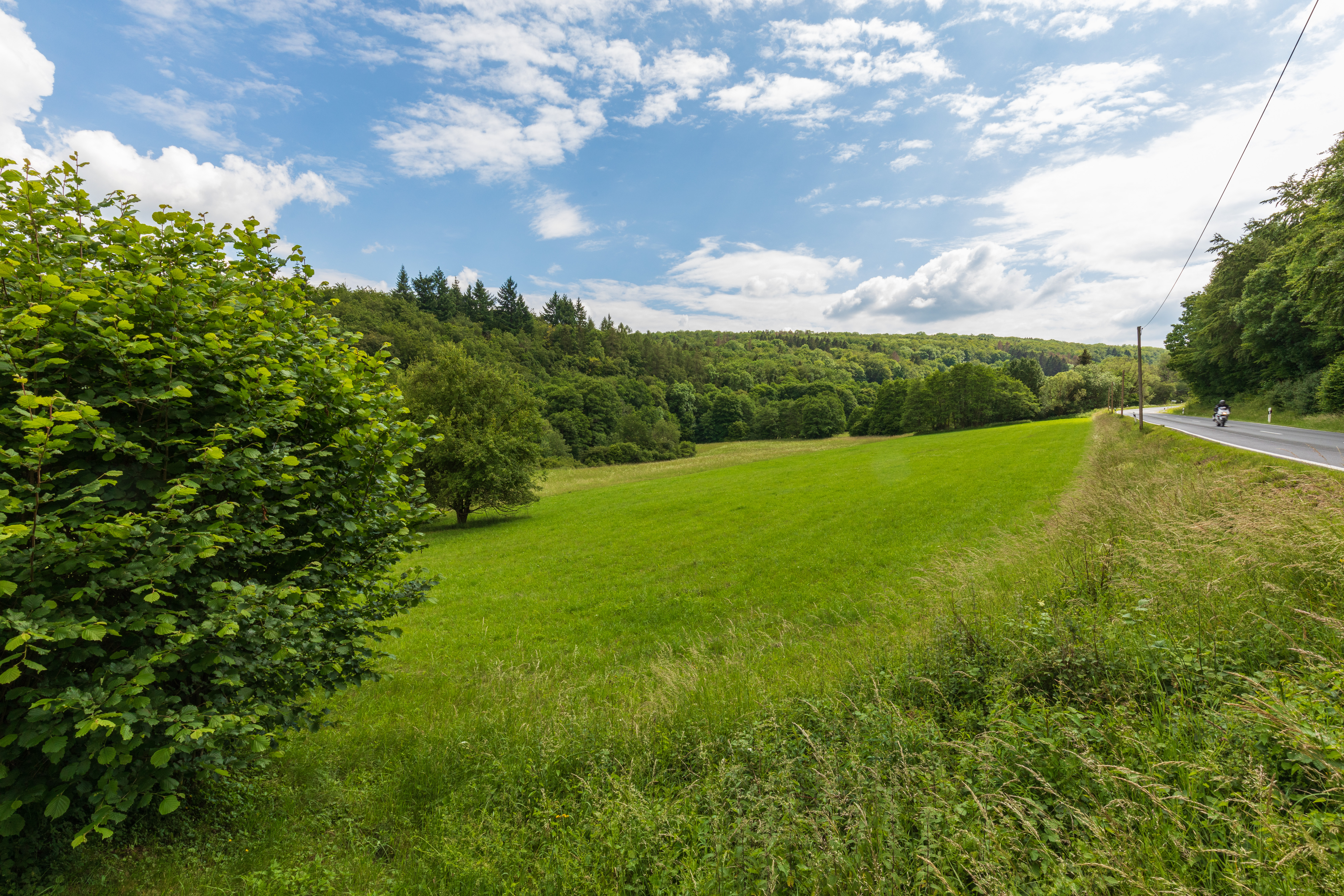
Blick von der Landstraße
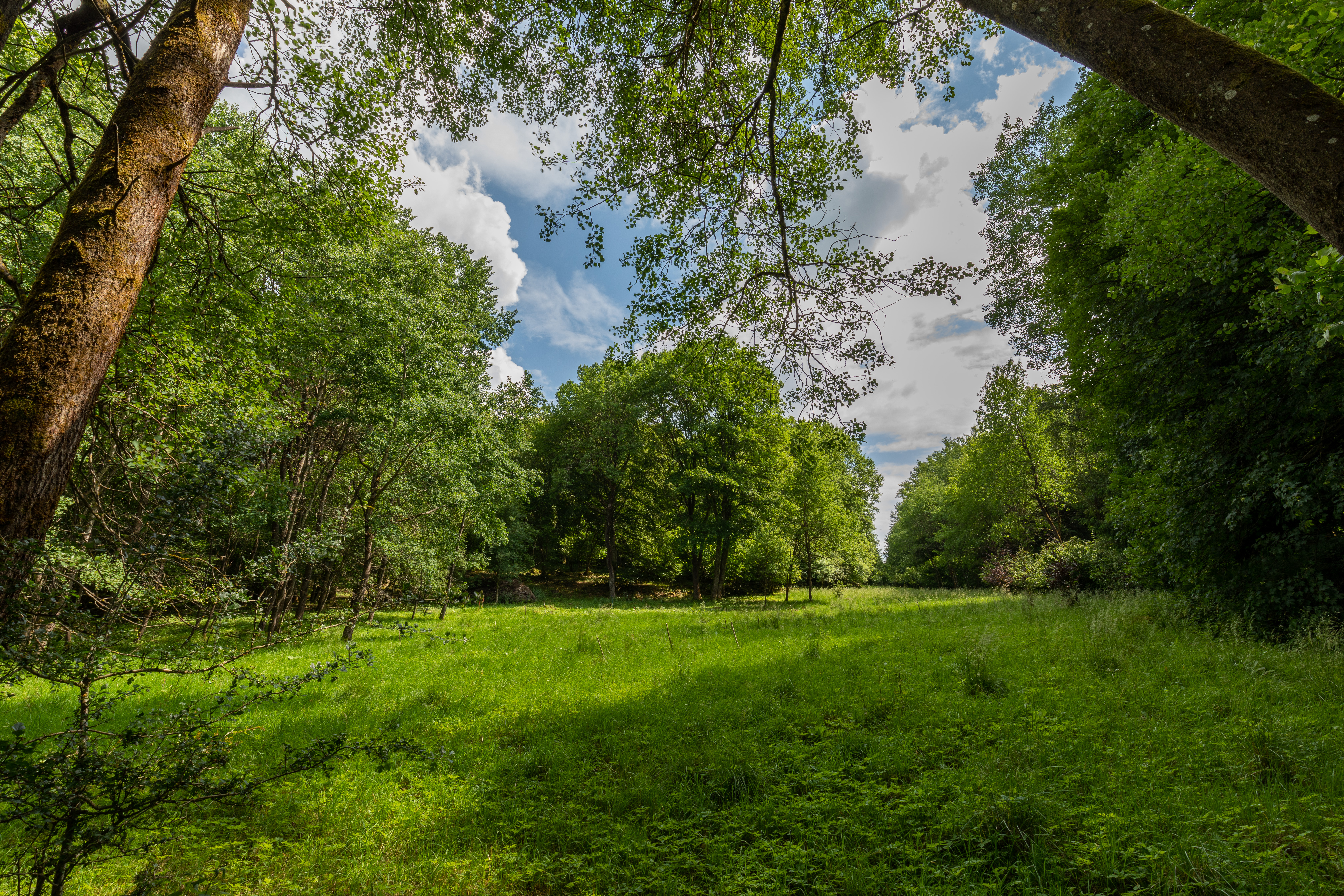
Blick in das Naturschutzgebiet
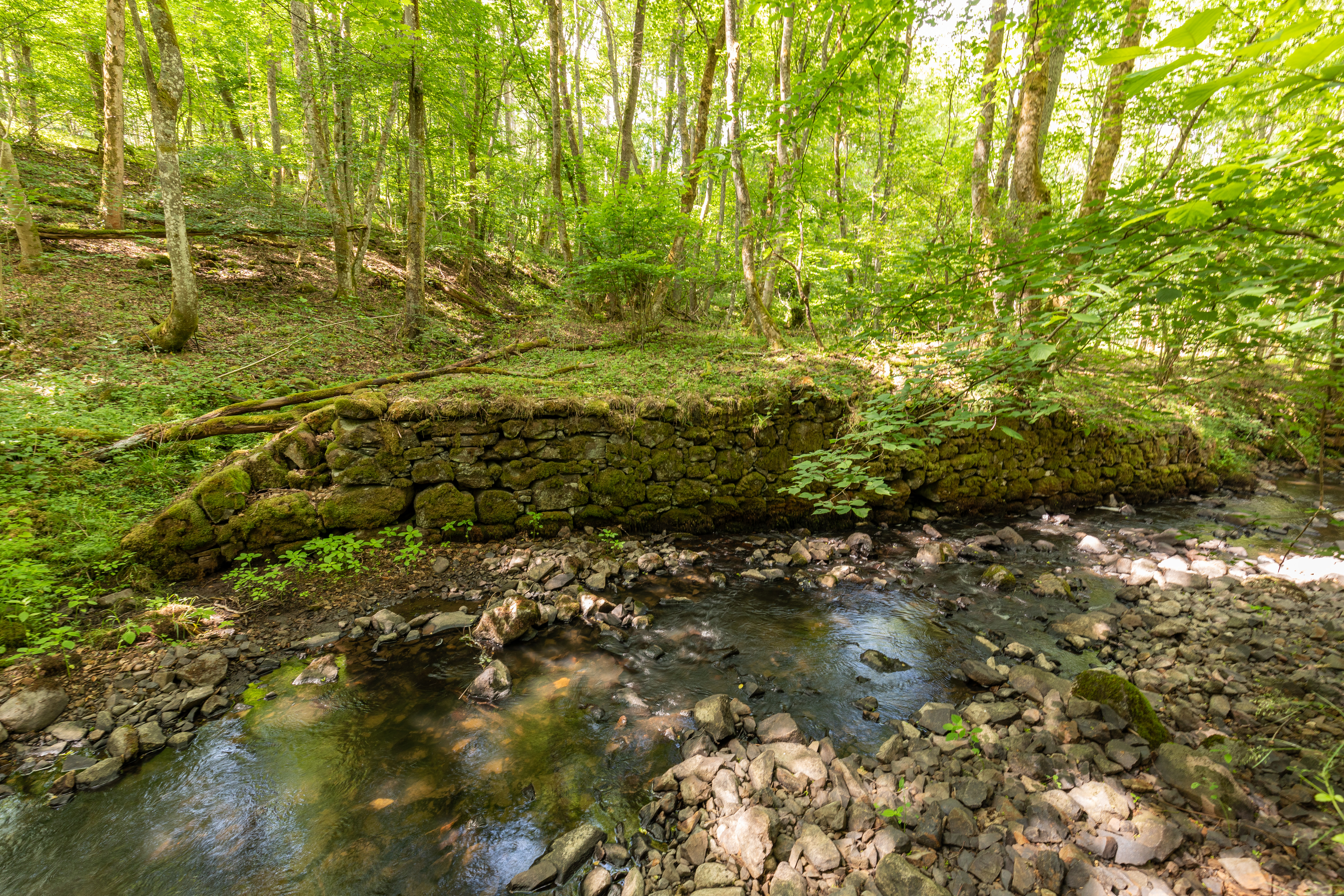
Der Aubach im Sommer 2020

## Flora und Fauna
Auf den naturnahen und von Menschen nicht beeinträchtigten Feuchtwiesen finden viele Vogelarten die auf diesen Lebensraum angewiesen sind ausreichende Nahrung und Brutmöglichkeiten. Im Gebiet wurde häufig der Schwarzstorch (Ciconia nigra) als Nahrungsgast beobachtet und für die blütenreichen Hochstaudenfluren und naturnahen Waldränder wurden 214 Schmetterlingsarten aufgezeichnet darunter der Blauschillernde Feuerfalter (Lycaena helle). Aufgrund der guten Wasserqualität des Aubaches wurde die an diese Lebensraumansprüche gebundene Dunkers Quellschnecke (Bythinella dunkeri (von Frauenfeld, 1857)) nachgewiesen.

### Flora
Im Naturschutzgebiet wurden folgende seltene Pflanzenarten nachgewiesen:
Die Faden-Binse (Juncus filiformis), die Grau-Segge (Carex canescens), die Trollblume (Trollius europaeus), das Sumpf-Blutauge (Potentilla palustris), das Männliche Knabenkraut (Orchis mascula), der Fieberklee (Menyanthes trifoliata), der Blaue Eisenhut (Aconitum napellus) und das Nordische Labkraut (Galium boreale).

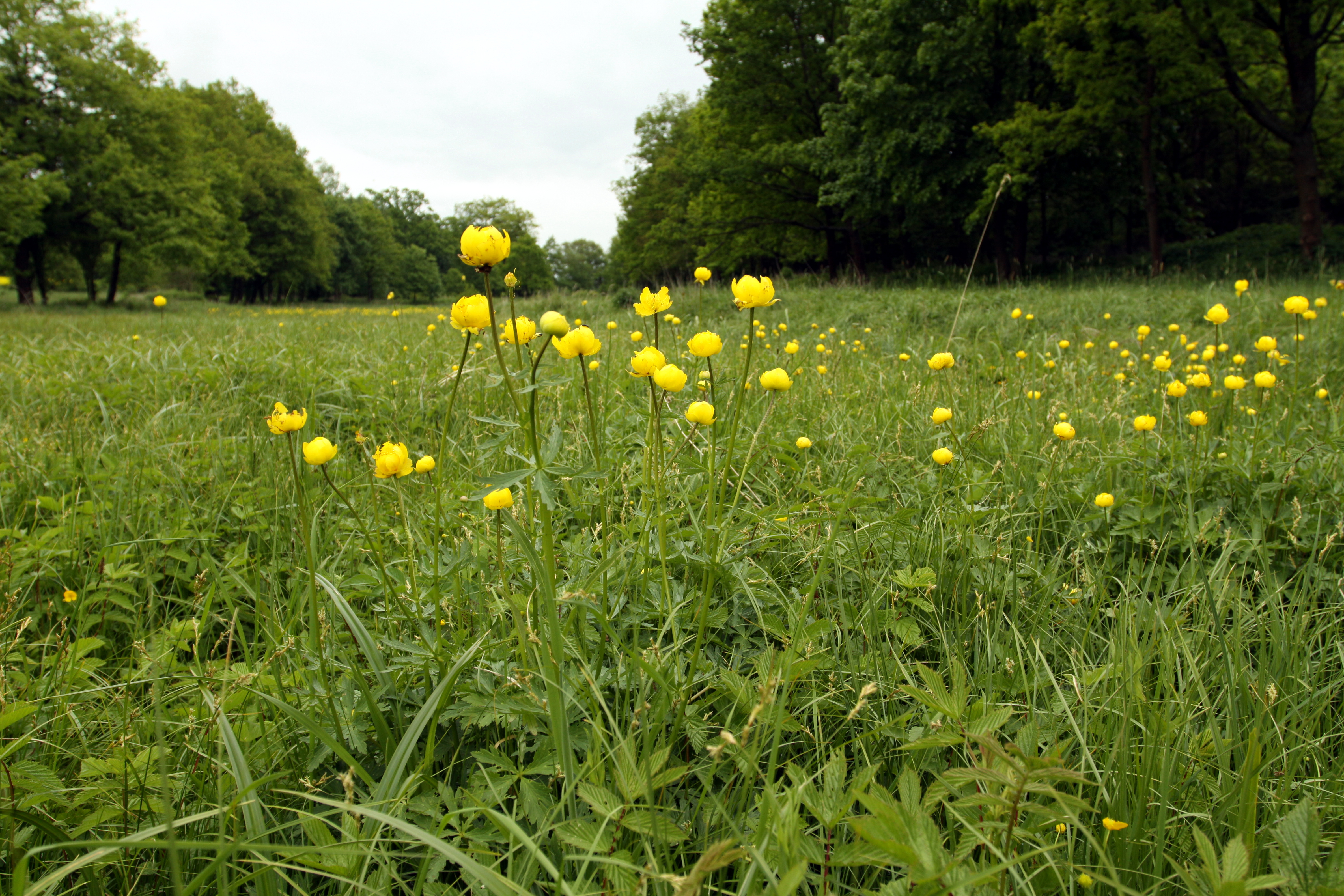
Trollblume (Beispielfoto)
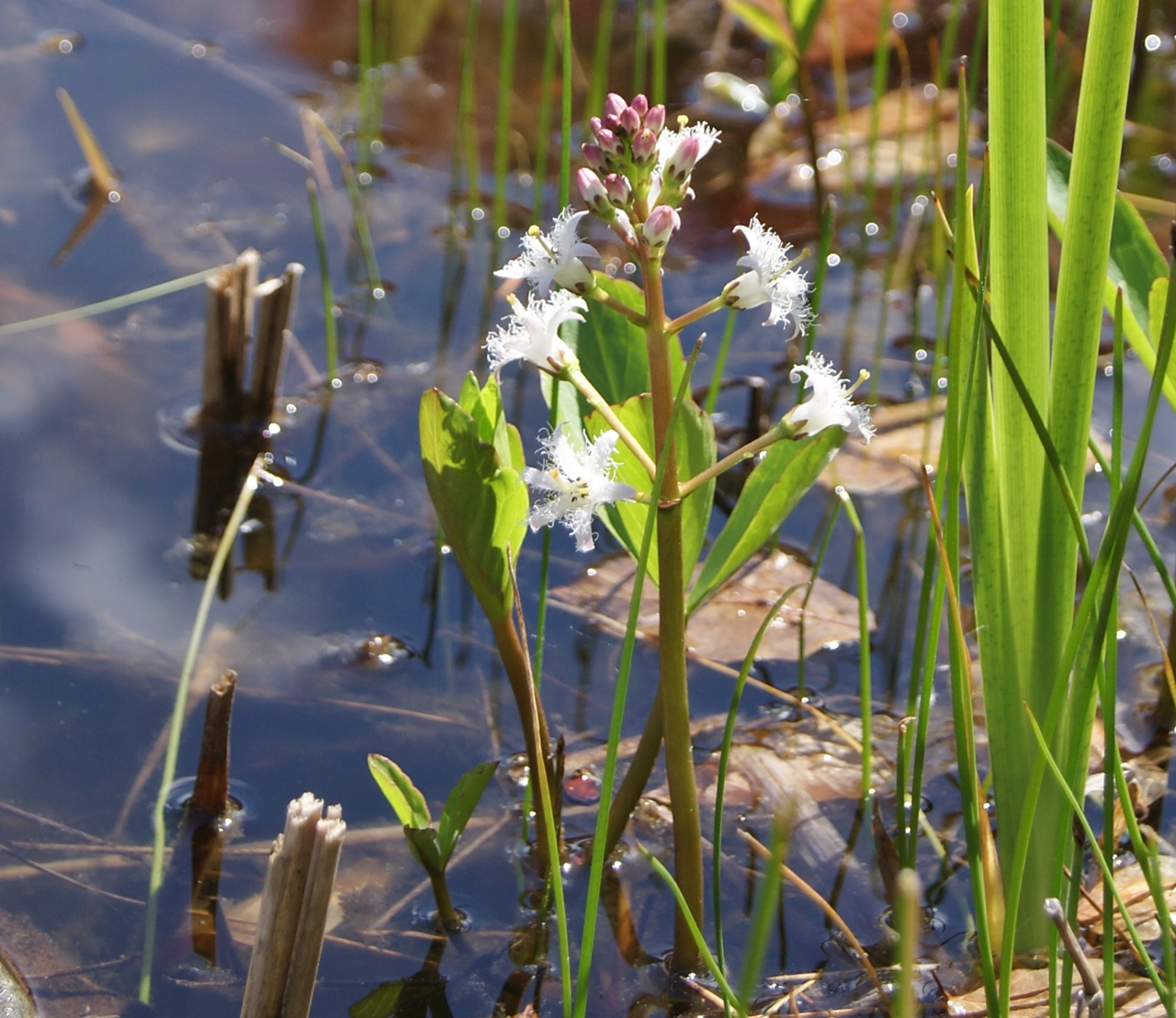
Fieberklee (Beispielfoto)
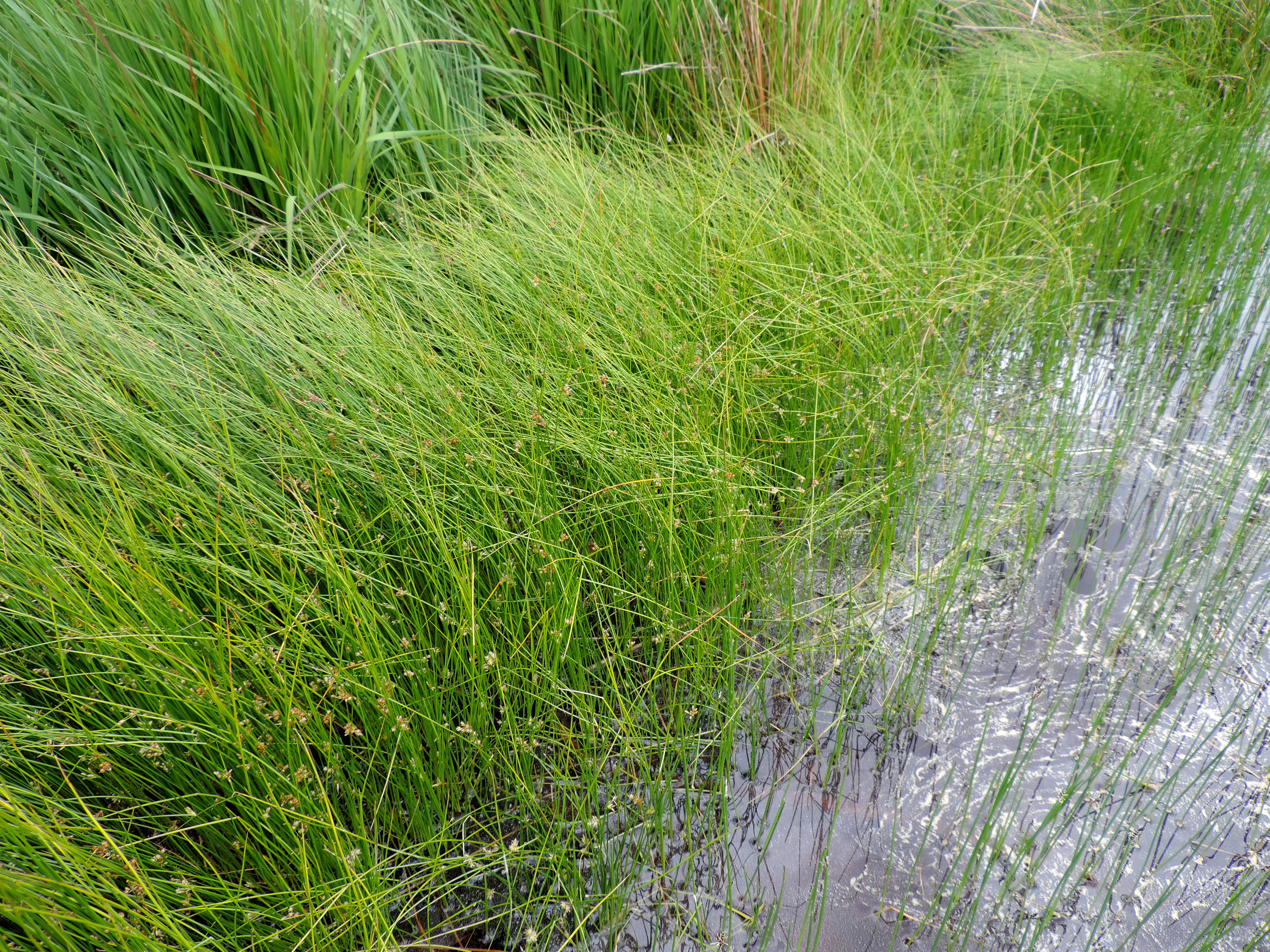
Faden-Binse (Beispielfoto)

### Fauna
Die folgenden seltenen Tierarten wurden für das „Aubachtal bei Rabenscheid“ aufgezeichnet:
Der Blauschillernde Feuerfalter (Lycaena helle), der Große Eisvogel (Limenitis populi), der Große Schillerfalter (Apatura iris), der Silberfleck-Perlmuttfalter (Boloria euphrosyne), der Wiesenpieper (Anthus pratensis), die Wasseramsel (Cinclus cinclus), das Braunkehlchen (Saxicola rubetra), die Blauflügel-Prachtlibelle (Calopteryx virgo), die Zweigestreifte Quelljungfer (Cordulegaster boltonii) und Dunkers Quellschnecke (Bythinella dunkeri (von Frauenfeld, 1857)).

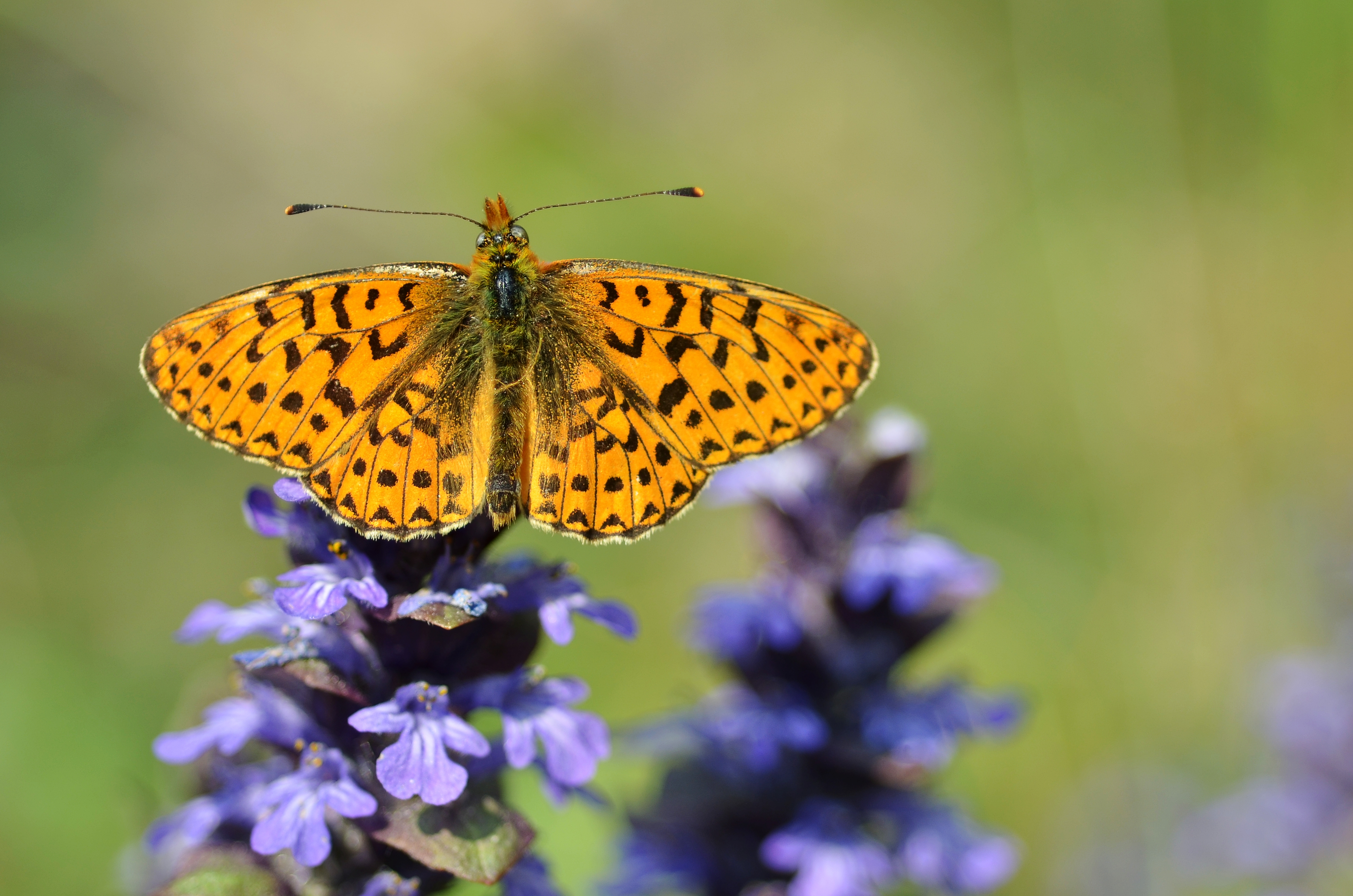
Silberfleck-Perlmuttfalter (Beispielfoto)
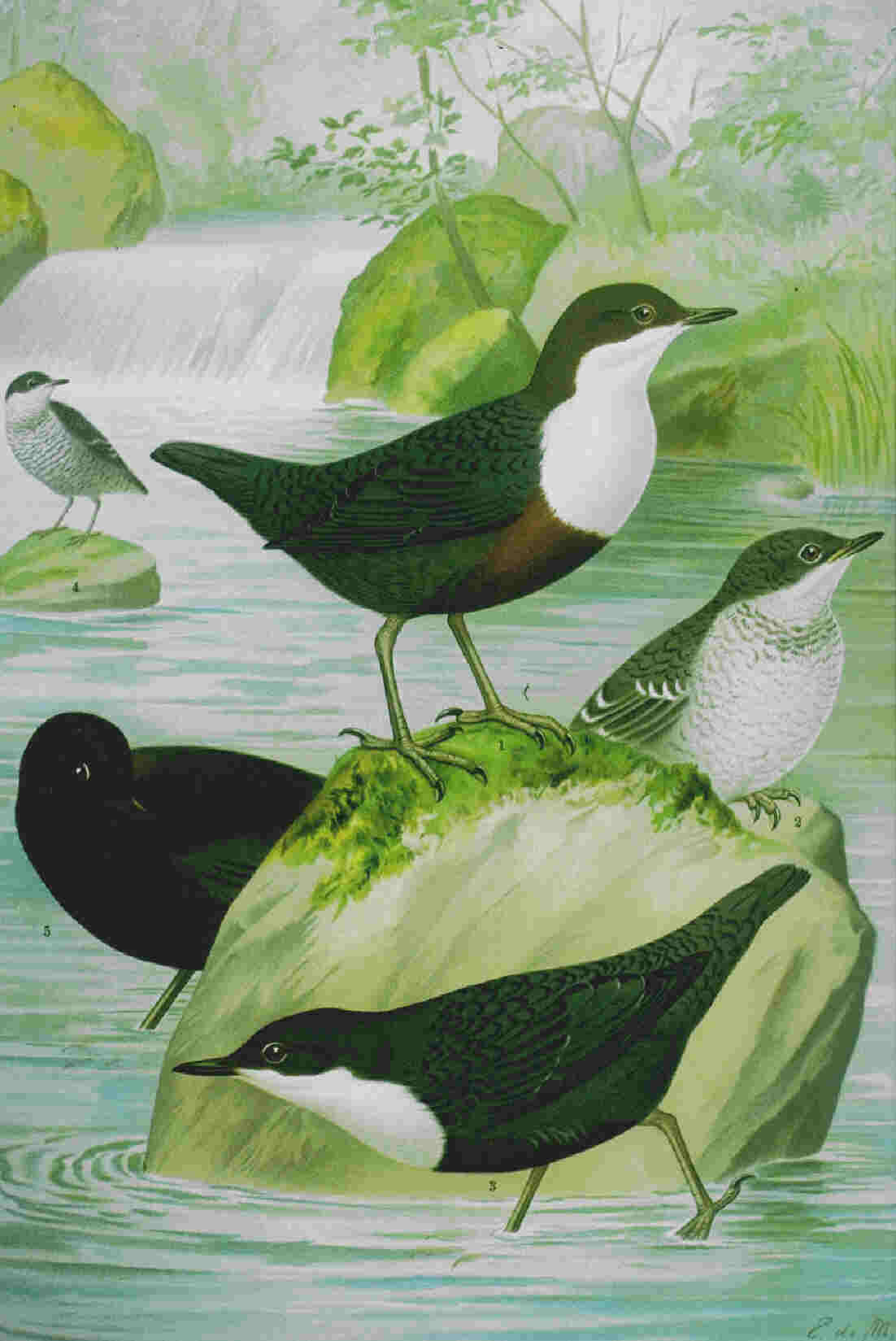
Wasseramsel (Schaubild)
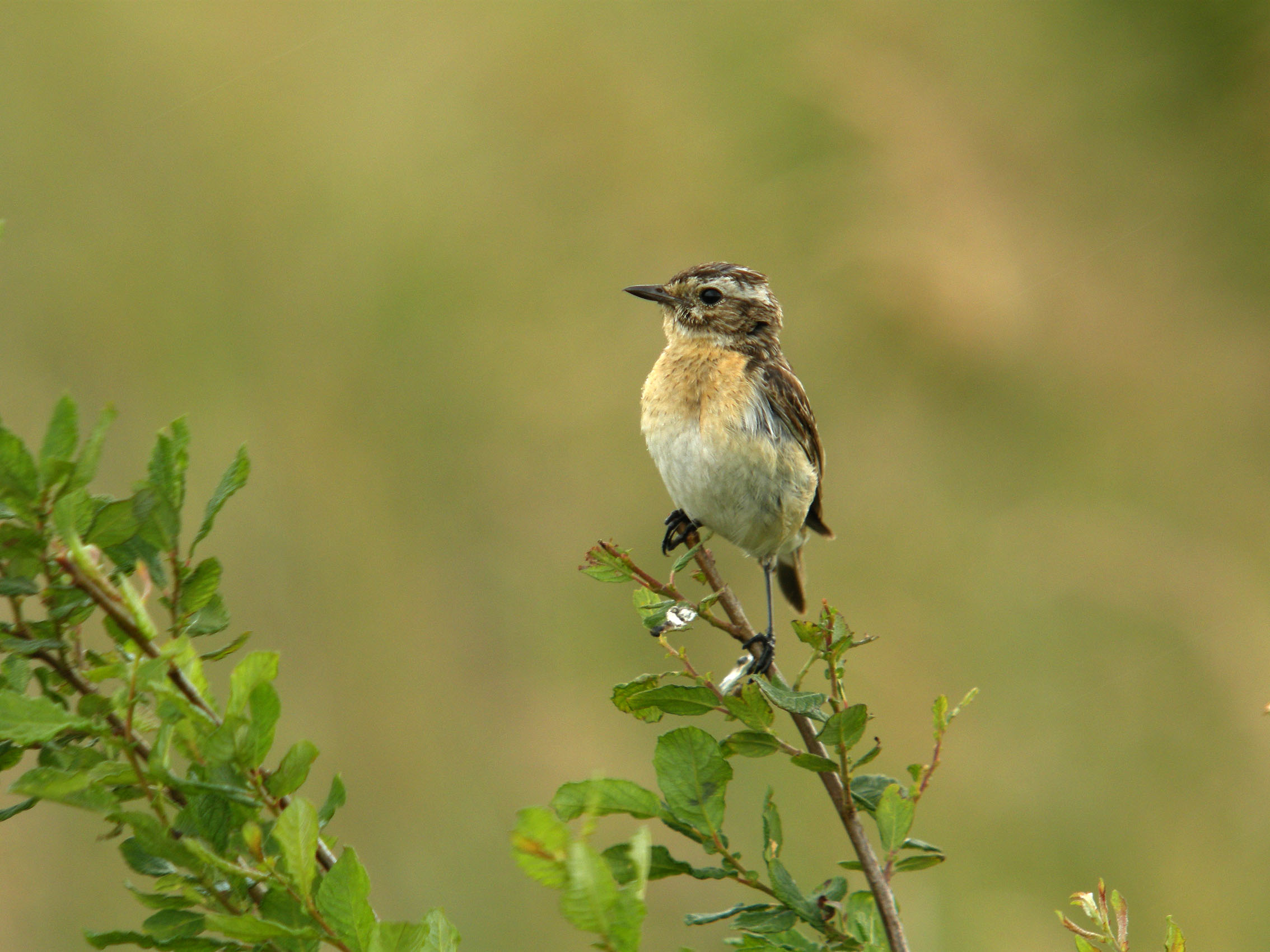
Braunkehlchen (Beispielfoto)

## Pflegemaßnahmen
Im Jahr 2013 wurde ein Managementplan für das FFH-Gebiet „Hoher Westerwald“ (5314-301) aufgestellt der für das Naturschutzgebiet als Teil der Gesamtfläche eine Entnahme von Gehölzen und durchwachsenden Bäumen auf dem Wiesenareal, eine Beweidung der Wiesenflächen mit Rindern oder eine ein- bis zweischürige Mahd ausweist die dem Erhalt der offenen Feuchtwiesen, Feuchtbrachen, Waldränder, Hochstaudenfluren und der Bachaue dienen.